# Państwowe Liceum i Gimnazjum im. Józefa Korzeniowskiego w Brodach
Państwowe Liceum i Gimnazjum im. Józefa Korzeniowskiego w Brodach – polska szkoła z siedzibą w Brodach w okresie II Rzeczypospolitej, od 1938 o statusie gimnazjum i liceum ogólnokształcącego.

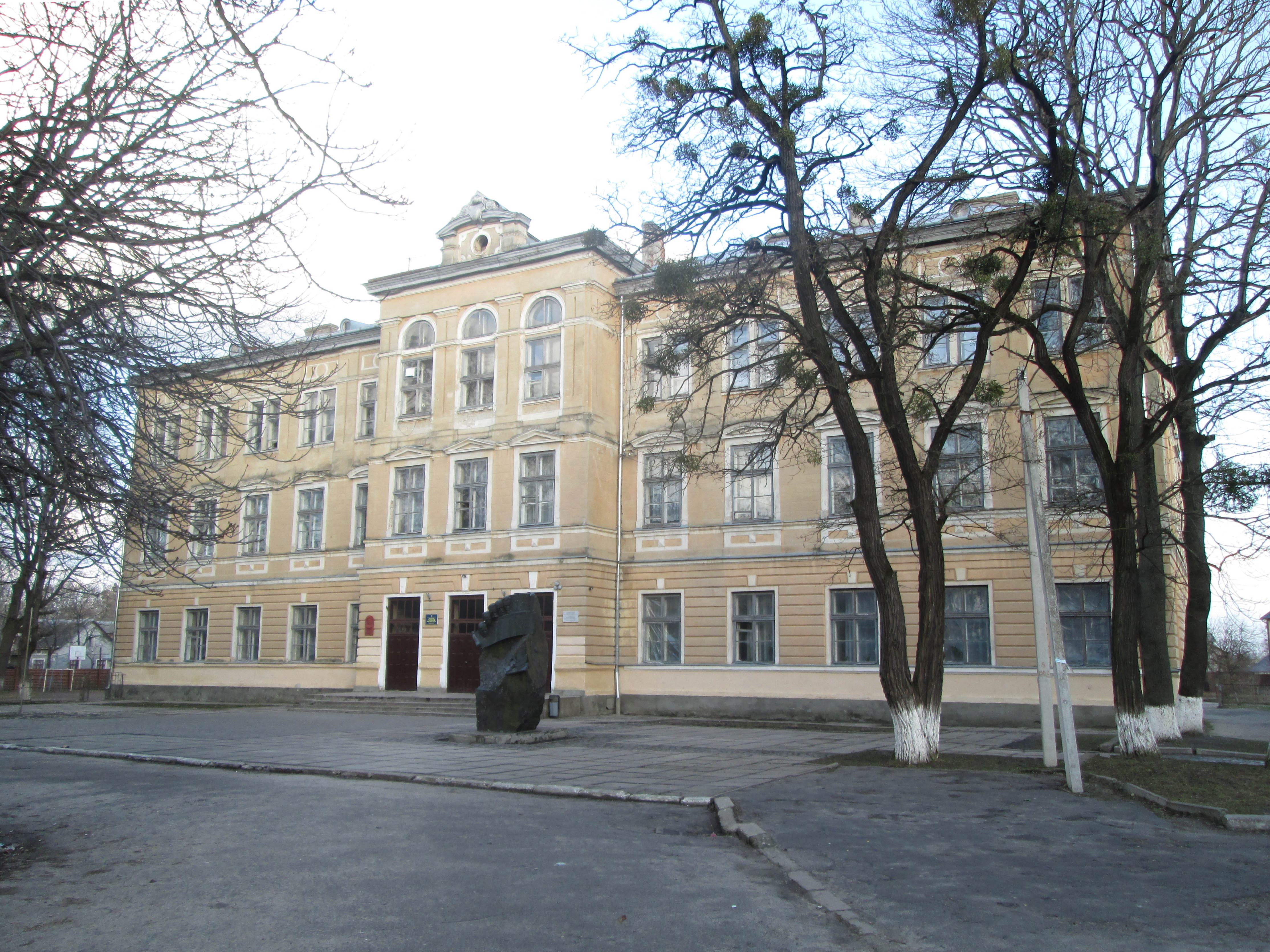
Budynek gimnazjum w 2013

## Historia
Pierwotnie w okresie zaboru austriackiego została założona prywatna trzyletnia szkoła realna w 1817 pod nazwą Israelitische Realschule. Szkoła była prowadzona przez gminę izraelicką, aczkolwiek uczyli się w niej również Polacy i Rusini, zaś wykładano głównie przedmioty handlowe.
W 1853 wyznaniowa dotychczas placówka została upaństwowiona i przemianowana w trzyklasową państwową szkołę realną (K. K. Vollständige 3-klasssige Unterrealschulle in Brody), a utrzymanie szkoły i wynagradzanie nauczycieli spoczywał odtąd na gminie miejskiej. W 1865 szkoła została przekształcona w czteroklasowe niższe państwowe gimnazjum realne (K. K. Realgymnasium). W 1875 władze cesarskie wydały zgodę na utworzenie ośmioklasowego gimnazjum, z zastrzeżeniem spełnienia szeregu warunków. Od 1878 działało wyższe gimnazjum typu klasycznego (niem. K. K. Real und Ober-Gymnasium in Brody). Pierwsze egzaminy maturalne zorganizowano w 1879. W 1897 w szkole uczyło się 341 uczniów. W 1881 podjęto budowę budynku szkoły (jeden z ww. warunków; projekt budynku wykonali Bronisław Bauer i Jan Doliński) i w tym czasie nadano jej nazwę patrona arcyksięcia Rudolfa: Realne i Wyższe Gimnazjum im. Rudolfa (K. K. Rudolfs Real– und Obergymnasium). W 1893 dotychczasowy program realny gimnazjum został zastąpiony typem klasycznym. W 1904 na wniosek zastępcy burmistrza Brodów dr. Stanisława Rittela rada miejska przyjęła uchwałę o skasowaniu języka niemieckiego jako wykładowego w gimnazjum. Od 1906/1907 wykładowy język niemiecki był stopniowo zastępowany przez język polski (ostatnia matura w języku niemieckiej odbyła się w 1914). W 1914 gimnazjum liczyło 601 uczniów.
Gimnazjum mieściło się w należącym pierwotnie do gminy dwupiętrowym, obszernym budynku, który uległ uszkodzeniom podczas I wojny światowej (Brody znalazły się na linii frontu). W późniejszym czasie nauka w gimnazjum była utrudniona z uwagi na wojny Polaków z Ukraińcami i bolszewikami. Z uwagi na trudności w odbudowie szkoły ze środków własnych gmina w 1920 przekazała gimnazjum na rzecz Skarbu Państwa i w tym roku ponownie prowadzono w nim naukę. Po odzyskaniu przez Polskę niepodległości władze II Rzeczypospolitej 31 grudnia 1920 zatwierdziły nazwę szkoły „Państwowe Gimnazjum im. Józefa Korzeniowskiego w Brodach”. Od 1923 gimnazjum prowadzono w typie klasycznym, z językiem łacińskim od IV klasy. W latach 20. szkoła mieściła się przy Wałach Gimnazjalnych. W 1926 w gimnazjum prowadzono osiem klas w 14 oddziałach, w których uczyło się 460 uczniów płci męskiej oraz 74 uczennice.
Zarządzeniem Ministra Wyznań Religijnych i Oświecenia Publicznego Wojciecha Świętosławskiego z 23 lutego 1937 „Państwowe Gimnazjum im. Józefa Korzeniowskiego w Brodach” zostało przekształcone w „Państwowe Liceum i Gimnazjum im. Józefa Korzeniowskiego w Brodach” (państwową szkołę średnią ogólnokształcącą, złożoną z czteroletniego gimnazjum i dwuletniego liceum), a po wejściu w życie tzw. reformy jędrzejewiczowskiej szkoła miała charakter męski, a wydział liceum ogólnokształcącego był prowadzony w typie humanistycznym łączonym z przyrodniczym.
W czasach współczesnych budynek gimnazjum mieści się pod adresem ulicy Mychajło Kociubynskiego 10. Przed gmachem szkoły w 1984 odsłonięto pomnik przedstawiający zbiorowo popiersia pięciu absolwentów gimnazjum; przedstawieni zostali niepolscy wychowankowie szkoły: Joseph Roth, Osyp Rozdolski, Stepan Tudor, Iwan Trusz, Wasyl Szczurat.

## Dyrektorzy
- Wilhelm Gabrigel (1878–1881)[1]
- Franciszek Adlof (1881–1896)[1][2]
- Stanisław Librewski (1896-1903)[1][2]
- Edward Schirmer (1903-1916)[1][2]
- Franciszek Niewolak (II 1916-1927)[1][8][2]
- Henryk Krzyżanowski (koniec lat 20. XX w.)[2]
- Władysław Sołtysik (kierownik, początek lat 30. XX w.)[9]

## Nauczyciele
- Włodzimierz Bańkowski
- Józef Bogaczewicz
- Ferdynand Bostel
- Jan Karol Całczyński
- Maksymilian Landau
- Michał Ładyżyński
- Roman Maurer
- Stanisław Witkowski

## Uczniowie i absolwenci
- Karol Bogucki – polski duchowny rzymskokatolicki (1889)
- Jan Byra – polski nauczyciel, oficer (1913)
- Izydor Chotiner – polski lekarz, oficer (1894)
- Wawrzyniec Dayczak – polski architekt (1903)
- Petro Fedun – ukraiński oficer (1938)
- Marceli Gosławski – polski generał
- Ignacy Hudyma – duchowny prawosławny
- Zygmunt Irżabek – polski nauczyciel (1901)
- Roman Jaworski – polski pisarz (1901)
- Józef Kannenberg – polski nauczyciel (1880)
- Maksymilian Landau – polski nauczyciel, oficer (1900)
- Adam Lewak – polski historyk, bibliotekarz (1911)
- Jan Olszański – duchowny (1938)
- Franciszek Persowski – polski historyk, pedagog[10]
- Tadeusz Poliszewski – oficer
- Joseph Roth – austriacki pisarz, dziennikarz (1913)
- Osyp Rozdolski – ukraiński teolog, filozof
- Piotr Sosialuk – polski oficer (1912)
- Stanisław Strzetelski – polski dziennikarz, poseł (1913)
- Wasyl Szczurat – ukraiński pedagog
- Stepan Tudor – ukraiński pisarz
- Iwan Trusz – ukraiński malarz
- August Witkowski – polski fizyk, rektor UJ
- Leopold Wołowicz – polski nauczyciel (1902)